# НК-31
НК-31 (11Д114) — жидкостный ракетный двигатель, создан для использования в блоке «Г» (четвёртая ступень) ракетно-космического комплекса H1-Л3, однако реального применения в эксплуатируемых РН не получил. НК-31 представляет собой однокамерный двигатель замкнутой схемы с дожиганием генераторного газа в основной камере сгорания при высоком давлении с турбонасосной системой подачи несамовоспламеняющегося топлива (горючее — керосин, окислитель — жидкий кислород).
НК-31 имеет выносной бустерный ТНА с низкооборотными преднасосами окислителя и горючего, приводимыми во вращение общей гидротурбиной, работающей на керосине. Преднасосы позволяют работать с низкими давлениями на входе в двигатель. Двигатель НК-31 имеет два небольших выхлопных сопла управления по крену и теплообменник для системы наддува топливных баков. ЖРД может поворачиваться в карданном подвесе по двум осям.
НК-31 отличается от своего прототипа НК-9 упрощённой пневмогидравлической схемой, усовершенствованными элементами автоматики и улучшенными агрегатами ТНА и камеры сгорания. Разъёмные соединения и взаимозаменяемость узлов обеспечивают ремонтопригодность двигателя.
Двигатель НК-31 отработан на технологию «горячего» запуска без предварительного захолаживания. Процессы запуска и остановок в основном аналогичны НК-33 и НК-43.
Надёжность двигателя НК-31 проверена при повышенных характеристиках: тяги (до 45,5 тс), ресурса (до 4000 с), числа включений (до 12), отклонения соотношения компонентов топлива (до 18 %).
На хранении в СНТК находятся 10 двигателей НК-31.
Закрепление двигателя — шарнирное.
Суммарный расход компонентов топлива 116,1 кг/с
Геометрическая степень расширения сопла 124,0
Количество оборотов ротора ТНА = 22000 об./мин.